# Amyris balsamifera
Amyris balsamifera (Engels: Balsam Torchwood) is een soort uit de wijnruitfamilie (Rutaceae). Het is een aromatische, groenblijvende struik of kleine boom die een hoogte van 2 tot 8 meter bereikt. De boom wordt uit het wild geoogst voor zijn etherische olie. De soort komt voor van in Zuid-Florida in de Verenigde Staten en Mexico tot in tropisch Zuid-Amerika. De soort staat op de Rode Lijst van de IUCN geklasseerd als 'niet bedreigd'.
Uit het hout wordt een etherische olie gewonnen door middel van destillatie. Deze olie wordt voor medicinale doeleinden gebruikt. Verder wordt het gebruikt bij de productie van parfums en vernis. Het hout wordt gebruikt voor wierook, bouwmateriaal en meubels.